# 2010년 상하이 아파트 화재

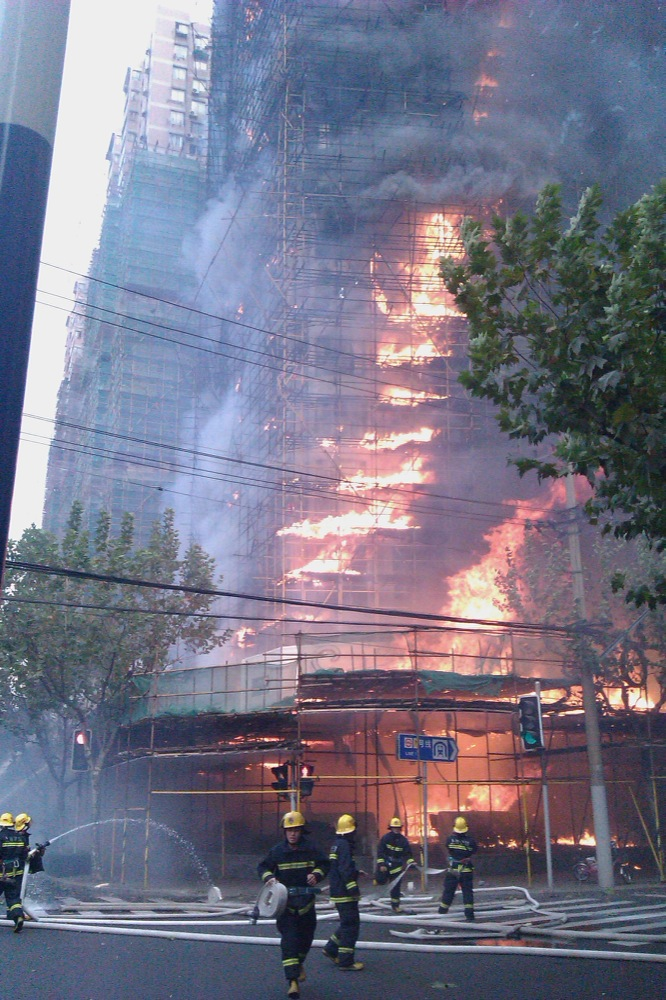
상하이 고층아파트 화재 장면

2010년 상하이 아파트 화재 사고는 2010년 11월 15일 CST 기준 오후 2시 15분, 중화인민공화국 상하이시 징안구에서 발생한 아파트 화재사고이다. 이 아파트는 1997년 12월에 준공되어 지상 28층 규모로 퇴직교사들이 거주하고 있는 아파트이며, 화재 당시 건축물 이름은 쟈오저우루이다.
이 화재사고의 원인은 용접공의 실수였던 것으로 드러났으며, 58명이 사망하는 대형 인재사고이며, 화재 당시 사망자 중에서 일본인 1명도 포함되어 있다.

## 같이 보기
- 대연각호텔 화재 사고
- 우신골든스위트 화재 사고
- 갈레이 빌딩 화재